# Santa María Ocotlán
Santa María Ocotlán är en ort i Mexiko.   Den ligger i kommunen Santa Lucía Monteverde och delstaten Oaxaca, i den sydöstra delen av landet, 300 km sydost om huvudstaden Mexico City. Santa María Ocotlán ligger 1 945 meter över havet och antalet invånare är 799.
Terrängen runt Santa María Ocotlán är bergig åt nordväst, men åt sydost är den kuperad. Runt Santa María Ocotlán är det ganska tätbefolkat, med 72 invånare per kvadratkilometer. Närmaste större samhälle är Villa Chalcatongo de Hidalgo, 18,6 km öster om Santa María Ocotlán. Trakten runt Santa María Ocotlán består i huvudsak av gräsmarker.